# Championnats de Tunisie d'athlétisme 2007
Navigation
2006 2008
Les championnats de Tunisie d'athlétisme 2007 sont une compétition tunisienne d'athlétisme se disputant en 2007.
L'évènement du championnat est la chute du record de Tunisie du lancer du javelot, battu par Mohamed Ali Kbabou[réf. nécessaire], ainsi que le record du 10 km marche dames sur piste, réalisé par Olfa Lafi qui a couru toute seule. Le niveau général de la compétition est bon avec une forte concurrence dans la plupart des épreuves. Le Club sportif de la Garde nationale s'illustre en remportant sept titres contre cinq pour l'Association sportive militaire de Tunis. Chouâîb Chelbi du Club d'athlétisme de Gabès réalise un triplé (200 m, 4 × 100 m et 4 × 400 m).

## Palmarès
| Discipline             | Hommes                     | Hommes         | Femmes                             | Femmes          |
| ---------------------- | -------------------------- | -------------- | ---------------------------------- | --------------- |
| 100 m                  | Sofiane Ben Hassine        | 10 s 95        | Dorsaf Mehbouli                    | 12 s 83         |
| 200 m                  | Chouâïb Chelbi             | 21 s 95        | Yousra Neffati                     | 26 s 3          |
| 400 m                  | Sofiane Labidi             | 46 s 96        | Awatef Ben Hassine                 | 55 s 5          |
| 800 m                  | Adel Hfaïedh               | 1 min 53 s 59  | Soumaya Bousaïd                    | 2 min 10 s 98   |
| 1 500 m                | Salah Badri                | 3 min 48 s 87  | Soumaya Bousaïd                    | 4 min 27 s 7    |
| 5 000 m                | Lakhdar Hachani            | 14 min 18 s 60 | Raouia Aissaoui                    | 17 min 23 s     |
| 10 000 m               | Béchir Tizaoui             | 30 min 17 s 59 | Manel Arfaoui                      | 39 min 20 s 2   |
| 100 m haies            |                            |                | Sabra Dhaouadi                     | 14 s 94         |
| 110 m haies            | Aymen Ben Ahmed            | 14 s 18        |                                    |                 |
| 400 m haies            | Laâroussi Titi             | 51 s 25        | Awatef Ben Hassine                 | 59 s 40         |
| 3 000 m steeple        | Amor Ben Yahia             | 8 min 48 s 40  | Manel Jemmali                      | 10 min 58 s 70  |
| Relais 4 × 100 mètres  | Club d'athlétisme de Gabès | 42 s 41        | Club sportif de la Garde nationale | 50 s 33         |
| Relais 4 × 400 mètres  | Club d'athlétisme de Gabès | 3 min 19 s 39  | Club sportif de la Garde nationale | 3 min 50 s 73   |
| Saut en longueur       | Mohamed Yacine Chaïeb      | 7,25 m         | Najoua Methlouthi                  | 5,81 m          |
| Triple saut            | Walid Farhat               | 15,71 m        | Najoua Methlouthi                  | 12,68 m         |
| Saut en hauteur        | Radhouan El Ech            | 1,93 m         | Karima Ben Othman                  | 1,75 m          |
| Saut à la perche       | Hamdi Dhouibi              | 4,90 m         | Leila Ben Youssef                  | 3,70 m          |
| Lancer du poids        | Mohamed Meddeb             | 18,19 m        | Amel Ben Khaled                    | 13,85 m         |
| Lancer du disque       | Amir Chouchane             | 47,51 m        | Monia Kari                         | 51,84 m         |
| Lancer du marteau      | Saber Souid                | 62,36 m        | Khedija Jallouz                    | 49,20 m         |
| Lancer du javelot      | Mohamed Ali Kbabou         | 73,83 m        | Imen Chatbri                       | 46,04 m         |
| Décathlon              | Imed Ameur                 | 6564           |                                    |                 |
| Heptathlon             |                            |                | Imen Chatbri                       | 4863            |
| Marathon               |                            |                |                                    |                 |
| 10 km marche sur piste | Bassem Romdhani            | 44 min 46 s 7  | Olfa Lafi                          | 48 min 47 s 13  |
| 15 km marche sur route | Hassanine Sebei            | 1 h 5 min 16 s | Chaima Trabelsi                    | 1 h 14 min 53 s |

## Source
- [PDF] Podiums 2007  (Fédération tunisienne d'athlétisme)